# Copa EuroAmericana 2015
Navigation
Édition précédente
La Copa EuroAmericana 2015 est la troisième édition de cette compétition estivale de football organisée par le groupe audiovisuel américain DirecTV opposant des clubs issus de différentes confédérations et se disputant en Amérique du Sud.
Elle a lieu entre le 28 mai 2015 et le 1er août 2015 dans quatre stades répartis en Amérique du Sud.

## Équipes participantes
| Confédération | Équipe                    |
| ------------- | ------------------------- |
| CONMEBOL      | Asociación Deportivo Cali |
| CONMEBOL      | Barcelona Sporting Club   |
| CONMEBOL      | Club Atlético Peñarol     |
| CONMEBOL      | Club Atlético San Lorenzo |
| UEFA          | Espanyol de Barcelone     |
| UEFA          | Málaga CF                 |

## Stades
| Buenos Aires           | Cali                   | Guayaquil          | Montevideo         |
| ---------------------- | ---------------------- | ------------------ | ------------------ |
| Estadio Pedro Bidegain | Estadio Deportivo Cali | Estadio Monumental | Estadio Centenario |
| Argentine              | Colombie               | Équateur           | Uruguay            |
| Capacité : 43.995      | Capacité : 55.000      | Capacité : 70.000  | Capacité : 60.235  |
|                        |                        |                    |                    |

## Matchs
| 28 mai 2015     | Barcelona SC | 1 – 0 | Espanyol de Barcelone | Estadio Monumental, Guayaquil, Équateur     |                                             |
| 19:30 UTC−05:00 | Vera 60e     |       |                       | Spectateurs : 70 000 Arbitrage : Ómar Ponce | Spectateurs : 70 000 Arbitrage : Ómar Ponce |
| 19:30 UTC−05:00 | Rapport      |       |                       | Spectateurs : 70 000 Arbitrage : Ómar Ponce | Spectateurs : 70 000 Arbitrage : Ómar Ponce |

| 26 juillet 2015 | Deportivo Cali                             | 3 – 2 | Malaga FC             | Estadio Deportivo Cali, Cali, Colombie                 |                                                        |
| 17:00 UTC−05:00 | Casierra 48e · Benedetti 58e · Murillo 85e |       | 16e Charles · 60e Čop | Spectateurs : 55 000 Arbitrage : Juan Pontón Rodríguez | Spectateurs : 55 000 Arbitrage : Juan Pontón Rodríguez |
| 17:00 UTC−05:00 | Rapport                                    |       |                       | Spectateurs : 55 000 Arbitrage : Juan Pontón Rodríguez | Spectateurs : 55 000 Arbitrage : Juan Pontón Rodríguez |

| 30 juillet 2015 | CA San Lorenzo                                      | 0 - 0             | Malaga FC                                 | Estadio Pedro Bidegain, Buenos Aires, Argentine  |                                                  |
| 20:30 UTC−03:00 |                                                     |                   |                                           | Spectateurs : 43 995 Arbitrage : Patricio Lostau | Spectateurs : 43 995 Arbitrage : Patricio Lostau |
| 20:30 UTC−03:00 | Rapport                                             |                   |                                           | Spectateurs : 43 995 Arbitrage : Patricio Lostau | Spectateurs : 43 995 Arbitrage : Patricio Lostau |
| 20:30 UTC−03:00 | Elizari · Fontanini · Barbaro · Kalinski · Prósperi | Tirs au but 4 - 3 | Juanpi · Recio · Duda · Tissone · Charles | Spectateurs : 43 995 Arbitrage : Patricio Lostau | Spectateurs : 43 995 Arbitrage : Patricio Lostau |

| 1er août 2015   | CA Peñarol | 1 – 3 | Malaga FC                        | Estadio Centenario, Montevideo, Uruguay           |                                                   |
| 15:00 UTC−03:00 | Ifrán 23e  |       | 72e Čop · 82e Duda · 88e Rosales | Spectateurs : 60 235 Arbitrage : Jonathan Fuentes | Spectateurs : 60 235 Arbitrage : Jonathan Fuentes |
| 15:00 UTC−03:00 | Rapport    |       |                                  | Spectateurs : 60 235 Arbitrage : Jonathan Fuentes | Spectateurs : 60 235 Arbitrage : Jonathan Fuentes |

## Buteurs
| Rang | Nom                  | Équipe         | But |
| ---- | -------------------- | -------------- | --- |
| 2    | Duje Čop             | Malaga FC      | 2   |
| 1    | Washington Vera      | Barcelona SC   | 1   |
| 1    | Nicolás Benedetti    | Deportivo Cali | 1   |
| 1    | Mateo Casierra       | Deportivo Cali | 1   |
| 1    | Miguel Ángel Murillo | Deportivo Cali | 1   |
| 1    | Charles              | Malaga FC      | 1   |
| 1    | Duda                 | Malaga FC      | 1   |
| 1    | Roberto Rosales      | Malaga FC      | 1   |
| 1    | Diego Ifrán          | CA Peñarol     | 1   |